# Orchomene amblyops
Orchomene amblyops är en kräftdjursart som beskrevs av Georg Ossian Sars 1895. Orchomene amblyops ingår i släktet Orchomene, och familjen Lysianassidae. Arten är reproducerande i Sverige.